# David Blazejko
David Blazejko (* 1986 oder 1987) ist ein australischer Schauspieler, Stuntman und Bodybuilder.

## Leben
Blazejko konnte als Bodybuilder die Titel des Mr. Junior Australia und des Mr. Junior NSW im Jahr 2007 und den Titel des Mr. South Coast Super Heavy Weights im Jahr 2008 gewinnen. Daneben versuchte er sich als Mixed-Martial-Arts-Kämpfer und Wrestler im Amateurbereich und nahm an Strongman-Wettbewerben in Australien teil. Seit Mitte der 2010er Jahre ist er als Schauspieler und Stuntman vorwiegend in Actionfilmen tätig. So spielte er 2015 in Dumb Criminals Motorcycle Club und Dumb Criminals: The Movie jeweils die Rolle eines Drogendealers und 2016 in Dead Down Under die eines Zombies. 2016 in The Beginning of the End und 2020 in English Dogs verkörperte er die Rolle des DodgyDave. 2017 spielte er im Film Sky Hunter die Nebenrolle des Yegor, eines skrupellosen Killers und Handlangers des Antagonisten, und war im selben Jahr außerdem in den Rollen des Königs Agamemnon und eines Minotauros im Film Troy: The Odyssey zu sehen. Weitere Filmrollen folgten in Kayamkulam Kochunni, Haphazard, Sye Raa Narasimha Reddy und Invincible. In einigen dieser Filme war er auch als Stuntman tätig.
Im Oktober 2018 rückte Blazejko aufgrund einer Sendung aus China in den Fokus von Ermittlungen bezüglich der Herstellung von Drogen und Steroiden. So erhielt er in einer Paketlieferung ein Vakuumfilterset, von dem angenommen wird, dass es bei der Herstellung illegaler Steroide verwendet wurde, sowie Markenetiketten für leistungs- und imagesteigernde Medikamente. Weitere solcher Sendungen wurden ab Juni 2019 von der Polizei abgefangen. Bei einer Razzia im Sommer 2019 in seinem Haus in Woodcroft westlich von Sydney stießen die Polizisten auf ein Labor, das zur Herstellung von Drogen diente. Blazejko wurde festgenommen. Wenig später wurde er dem Amtsgericht von Blacktown City vorgeführt.

## Filmografie (Auswahl)

### Schauspiel
- 2015: Dumb Criminals Motorcycle Club (Fernsehfilm)
- 2015: Dumb Criminals: The Movie
- 2016: Dead Down Under
- 2016: The Beginning of the End
- 2017: Gautamiputra Satakarni
- 2017: Sky Hunter
- 2017: Troy: The Odyssey
- 2018: Kayamkulam Kochunni
- 2019: Haphazard
- 2019: Sye Raa Narasimha Reddy
- 2020: Invincible
- 2020: English Dogs

### Stunts
- 2017: Gautamiputra Satakarni
- 2017: Troy: The Odyssey
- 2018: Kayamkulam Kochunni
- 2019: Haphazard
- 2019: Sye Raa Narasimha Reddy
- 2020: Invincible
- 2020: English Dogs